# Ronald Cerritos
Ronald Osvaldo Cerritos Flores (San Salvador, 3 gennaio 1975) è un ex calciatore salvadoregno, di ruolo attaccante.

## Palmarès

### Club

#### Competizioni nazionali
- Campionato MLS: 3

S. J. Earthquakes: 2001
D. C. united: 2004
Houston Dynamo: 2006
- Campionato salvadoregno: 1

Alianza: Clausura 2004
- MLS Supporters' Shield: 1

S. J. Earthquakes: 2005

#### Individuale
- MLS Best XI: 1

1997